# Cornelis Jacobus Swierstra
Cornelis Jacobus Swierstra (22 de octubre de 1874, Ámsterdam - 11 de marzo de 1952, Pretoria) fue un entomólogo sudafricano de origen holandés. Swierstra estudió entomología en la Universidad de Ámsterdam. Se mudó a Sudáfrica en 1894, y trabajó en el Museo del Transvaal a partir de 1896. En 1909 fue asistente-director, y en 1921 siguió a Herman Gottfried Breijer como director del museo. En 1936 fue elegido primer presidente de la Asociación de Museos de Sudáfrica.
En 1900 se casó con Niesje Kwak, con la que tuvo dos hijos, y en 1912 con Anthonia Johanna Franken, con quien tuvo cuatro hijos.

## Abreviatura (zoología)
La abreviatura Swierstra  se emplea para indicar a Cornelis Jacobus Swierstra como autoridad en la descripción y taxonomía en zoología.